# Morne Tabac
Morne Tabac es una localidad de Santa Lucía que forma parte del distrito de Soufrière.